# Transnacionalismo
El transnacionalismo es un fenómeno social y una agenda de investigación académica surgida de la creciente interconectividad entre las personas y de la decreciente importancia económica y social de las fronteras entre los estados-nación.

## Filosofía
El término fue popularizado a principios del siglo XX por el escritor Randolph Bourne para describir "una nueva forma de pensar sobre las relaciones entre culturas". Sin embargo, el término en sí mismo fue acuñado por un colega de la universidad.
El transnacionalismo como proceso económico implica la reorganización global del proceso productivo, en el que pueden darse diversas etapas de la producción de cualquier producto en diversos países, con el objetivo típico de minimizar los costos. El transnacionalismo económico, comúnmente conocido como globalización, fue estimulado en la segunda mitad del siglo XX por el desarrollo de Internet y las comunicaciones inalámbricas, así como por la reducción de los costos globales de transporte provocados por la contenedorización. Las corporaciones multinacionales podrían ser vistas como una forma de transnacionalismo, en el sentido de que buscan minimizar los costos y, por lo tanto, maximizar las ganancias, organizando sus operaciones de la manera más eficiente posible, independientemente de las fronteras políticas.
Los defensores del transnacionalismo capitalista buscan facilitar el flujo de personas, ideas y bienes entre las regiones. Creen que tiene una creciente relevancia con el rápido crecimiento de la globalización capitalista. Sostienen que no tiene sentido vincular las fronteras específicas entre los Estados-nación y, por ejemplo, la mano de obra migratoria, las corporaciones globalizadas, el flujo monetario mundial, el flujo de información global y la cooperación científica mundial.
Sin embargo, las teorías críticas del transnacionalismo han argumentado que el capitalismo transnacional se ha producido a través de la creciente monopolización y centralización del capital por parte de los principales grupos dominantes en la economía global y de varios bloques de poder. Los eruditos críticos con el capitalismo global (y sus crisis ecológicas y de desigualdad globales) han argumentado en su lugar por un transnacionalismo desde abajo entre los trabajadores y las cooperativas, así como los movimientos sociales y políticos populares.
El transnacionalismo como concepto, teoría y experiencia ha alimentado una importante literatura en ciencias sociales. En la práctica, el transnacionalismo se refiere a la creciente integración funcional de los procesos que cruzan las fronteras o que, según otros, se refieren a las relaciones transfronterizas de individuos, grupos, empresas y a las movilizaciones más allá de las fronteras estatales. Individuos, grupos, instituciones y Estados interactúan entre sí en un nuevo espacio global donde las características culturales y políticas de las sociedades nacionales se combinan con actividades multinacionales y de múltiples niveles emergentes. El transnacionalismo es parte del proceso de globalización capitalista. El concepto de transnacionalismo se refiere a los múltiples vínculos e interacciones que unen a las personas y las instituciones a través de las fronteras de los estados nacionales. Aunque gran parte de la literatura más reciente se ha centrado en la protesta popular como una forma de activismo transnacional, algunas investigaciones también han llamado la atención sobre las redes clandestinas y criminales, así como sobre los combatientes extranjeros, como ejemplos de una forma más amplia de transnacionalismo.
Algunos han argumentado que las diásporas, como los chinos de ultramar, son un precursor histórico del transnacionalismo moderno. Sin embargo, a diferencia de algunas personas con vidas transnacionales, la mayoría de las diásporas no han sido voluntarias. El campo de la política de la diáspora considera que las diásporas modernas tienen el potencial de ser actores políticos transnacionales e influenciadas por fuerzas políticas transnacionales. Mientras que el término "transnacionalismo" enfatiza las maneras en que las naciones ya no pueden contener o controlar las disputas y negociaciones a través de las cuales los grupos sociales anexan una dimensión global a sus prácticas significativas, la noción de diáspora trae a primer plano las dinámicas raciales subyacentes a la división internacional del trabajo y el caos económico del capital global. En un artículo publicado en 2006, Asale Angel-Ajani afirmaba que "existe la posibilidad, dentro de los estudios de la diáspora, de apartarse del discurso políticamente saneado que rodea a los estudios transnacionales". Dado que los estudios de la diáspora africana se han centrado en la formación racial, el racismo y la supremacía blanca, la teoría de la diáspora tiene el potencial de aportar al transnacionalismo "una perspectiva política variada, si no radical, para el estudio de los procesos transnacionales y la globalización".

## Actividades transnacionales de inmigrantes
Cuando los inmigrantes realizan actividades transnacionales, crean "campos sociales" que vinculan su país de origen con su nuevo país o países de residencia. "Hemos definido el transnacionalismo como el proceso mediante el cual los inmigrantes construyen campos sociales que unen a su país de origen con su país de asentamiento". Estos campos sociales son el producto de una serie de actividades económicas, políticas y socioculturales interconectadas y superpuestas:

### Actividades transnacionales económicas
Las actividades económicas transnacionales, como las inversiones empresariales en los países de origen y las remesas monetarias, son omnipresentes y están bien documentadas. El Banco Interamericano de Desarrollo (BID) estima que en 2006 los inmigrantes que vivían en países desarrollados enviaron a sus hogares el equivalente a 300.000 millones de dólares en remesas, una cantidad que duplica con creces el nivel de la ayuda internacional. Esta intensa afluencia de recursos puede significar que, para algunas naciones, las perspectivas de desarrollo se unen inextricablemente -si no dependen de las actividades económicas de sus respectivas diásporas. 

### Actividades transnacionales políticas
Las actividades políticas transnacionales pueden ir desde la pertenencia a partidos políticos en el propio país de origen y la votación en sus elecciones hasta incluso postularse para cargos políticos. Los estados de América Latina y el Caribe están desarrollando políticas que apuntan explícitamente a sus compatriotas emigrados para fortalecer sus vínculos sociales, económicos, culturales y políticos con el país de origen. En estas políticas hacia emigrantes, la región está a la vanguardia de una tendencia cada vez más global. La investigación sobre América Latina muestra que la extensión de las políticas hacia emigrantes está vinculada a un enfoque en los derechos civiles y los beneficios estatales que pueden influir positivamente en la integración en los países receptores.
Los papeles menos formales pero aún significativos incluyen la transferencia o diseminación de ideas y normas políticas, tales como publicar un artículo de opinión en un periódico local, escribir un blog o presionar a un funcionario local electo. También está el ejemplo más extremo de individuos como Jesús Galvis, un agente de viajes en Nueva Jersey que en 1997 se presentó a un escaño en el Senado en su nativa Colombia. Fue elegido y tenía la intención de ocupar simultáneamente el cargo en Bogotá y Hackensack, Nueva Jersey, donde sirvió como concejal de la ciudad. 

### Economía política
El ascenso del capitalismo global se ha producido a través de una integración novedosa y cada vez más funcional de las cadenas capitalistas de producción y finanzas a través de las fronteras, que está ligada a la formación de una clase capitalista transnacional. Este enfoque ha llevado a un estudio más amplio de las redes corporativas, la clase obrera global y la transnacionalización de los aparatos estatales y las elites.